# Ђорђе Ђока Радак
Ђорђе Ђока Радак (Велика Кикинда, 20. август 1823 — Велика Кикинда, 31. јануар 1906) био је српски адвокат, поседник и велики добротвор и српски патриота из Кикинде.

## Биографија
Ђорђе Ђока Радак је један од најпознатијих чланова старе кикиндске породице Радак.
Син је угледних и честитих родитеља, Глише и Јулијане Радак, рођене Татић (из Старе Кањиже у Бачкој). Основну школу је завршио у Кикинди, гимназију у Сегедину (или Суботици?), Дебрецину и Кечкемету, права у Братислави и Бечу. У Пожуну је веома активан члан српског омладинског друштва "Преодница". Био је током живота судија у Темишвару, сенатор Башаида и изабрани представник вароши. Једно време радио је као адвокат, а касније је био земљопоседник.
Ђока је као јурист у Пожуну са својим друговима, дочекао 1848. године новосадску депутацију, која је носила српске захтеве угарском Сабору. А након Мајске скупштине организатор је Велике буне у Кикинди 1848. године. Примио се да из Карловаца оде у родну Кикинду и да позове банатске Србе да бране "Српску Војводину". Био је учесник Мајске скупштине у Карловцима и члан Главног одбора народног покрета. Кикинду је представљао на Благовештенском сабору 1861. године.
Један је од оснивача ДЗНМ „Гусле” 1876. године. Живео је и радио извесно време у Београду (1878), али се разочаран вратио у Банат. Помогао је рођаку Јовану Радаку да покрене штампарију. Био је први уредник „Великокикиндског календара” и писао текстове за ово јавно гласило од 1881. до 1887. године. Писао је песме.
Адвокатски испит је положио након Мађарске буне у Пешти. Бавећи се адвокатуром и пољопривредом стекао је велико богатство. У браку није имао порода, а сродницима је оставио само 20.000 круна. Као добротвор завештао је своје имање многим српским удружењима. Вредност Радакове потпоре износила је чак 225.000 круна. Тако је помогао Српском учитељском интернату, изградњи Српске женске учитељске школе у Великој Кикинди, српским занатлијским кћерима при удаји, сиромашним ученицима Србима и многим другим. Књижевном фонду Матице српске завештао је око 100 књига међу којима је било и јединих сачуваних примерака.
Његов директан потомак је математичар и писац Владислав Радак.